# Rejon Rybnica
Rybnica (rum. Raionul Rîbnița; ros. Рыбницкий район, Rybnickij rajon) – jeden z 7 rejonów w Naddniestrza, znajdujący się w północnej części kraju. Stolicą rejonu jest Rybnica.
Na zachodzie graniczy z rejonami Kamionka, Șoldănești, Rezina i Orgiejów, na południu z rejonem Dubosary, a na wschodzie i północy z obwodem odeskim Ukrainy.
Stolica rejonu, Rybnica, jest jednym z głównych skupisk Polaków w Mołdawii (według danych ze spisów z 2004 roku).
Na terenie rejonu znajduje się m.in. Cobasna – ogromny skład poradzieckiej broni.

## Wsie w rejonie Rybnica
- Biełocz
- Botuszany
- Erżewa
- Gederyma

- Haraba
- Herszonówka

- Kiełbaśna (Mołdawia)
- Krasneńkie (Mołdawia)

- Michałówka (Mołdawia)
- Mokra (Mołdawia)
- Mołokisz Mały
- Mołokisz Wielki
- Popenki

- Saraceja
- Stanisławka (Mołdawia)
- Stroiești (Mołdawia)
- Vadul Turcului

- Woronków
- Wychwatyńce
- Zozulany

- Żura
- Żurka

## Galeria

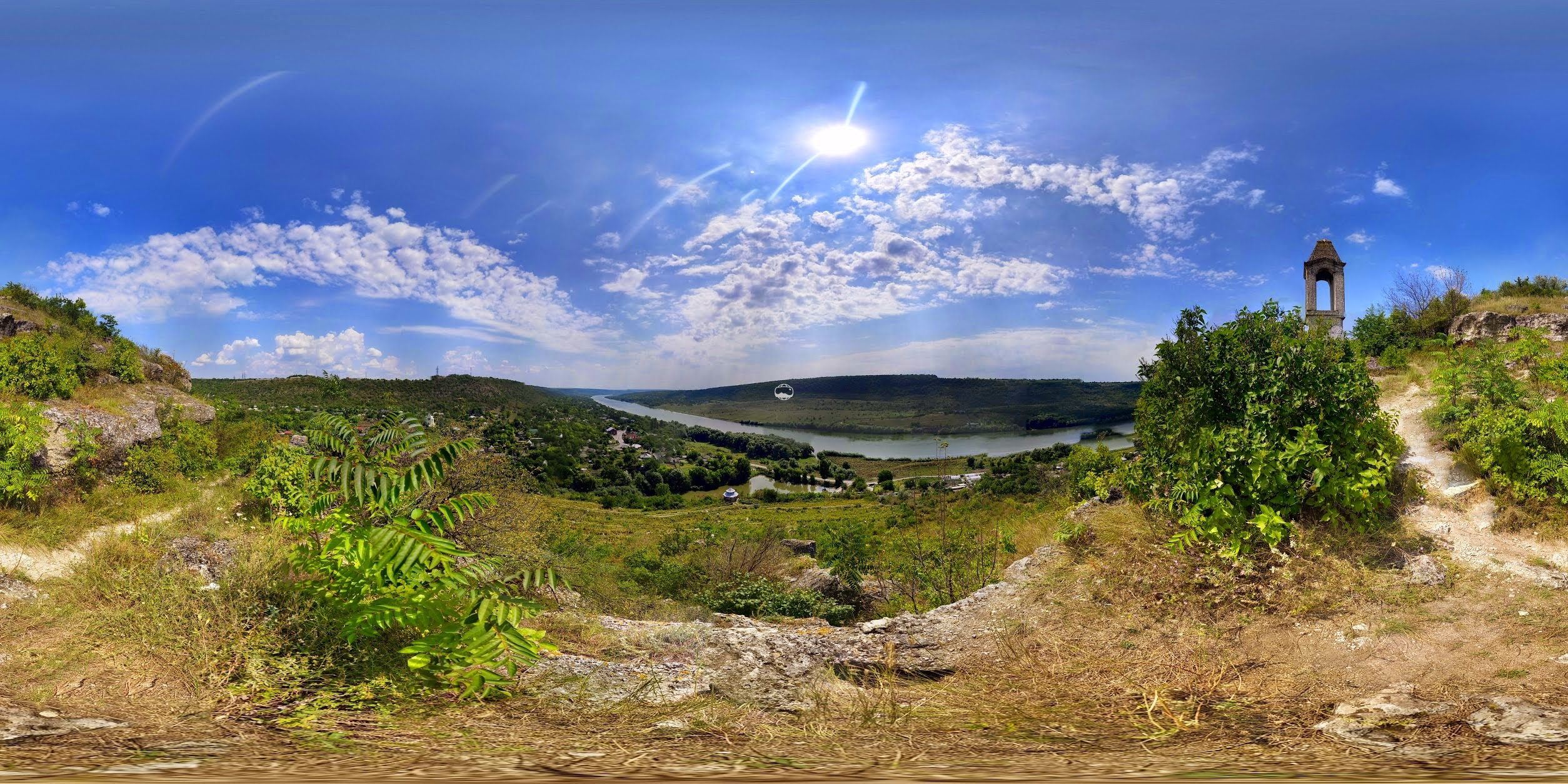
Stroiești
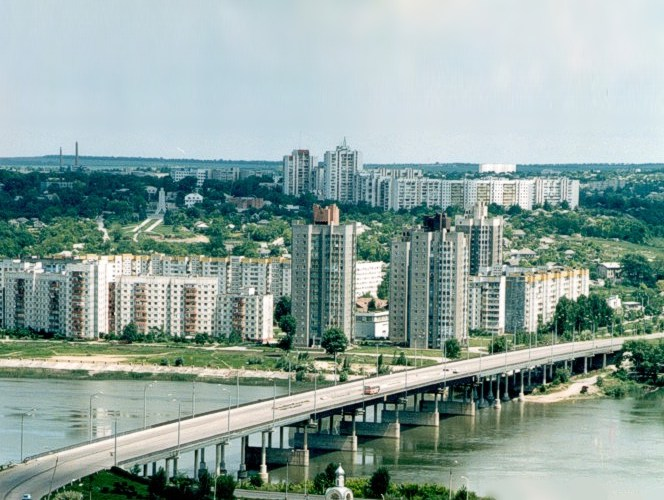
Rybnica
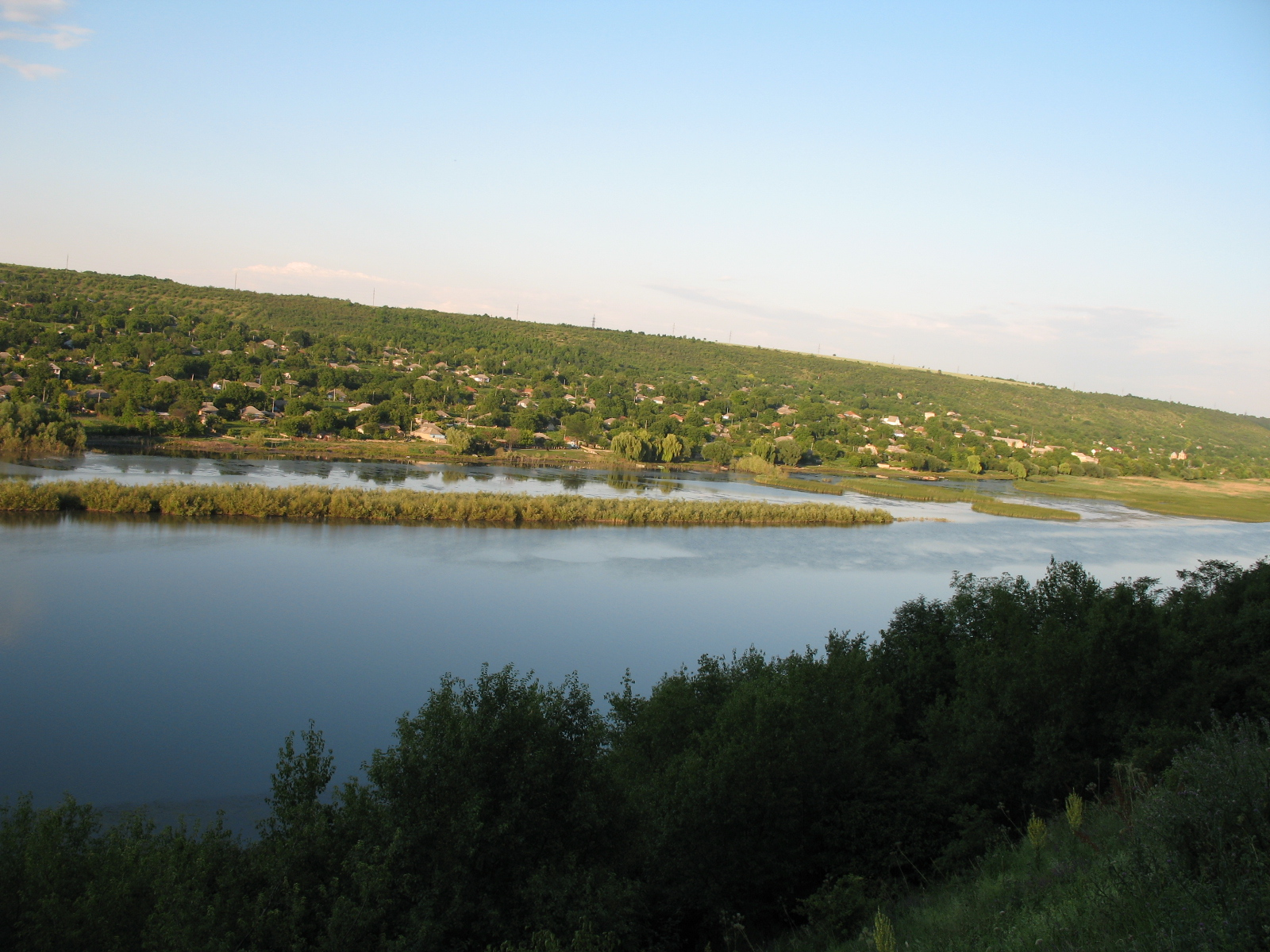
Popencu